# Huautepec
Huautepec är en ort i Mexiko.   Den ligger i kommunen Huautepec och delstaten Oaxaca, i den sydöstra delen av landet, 290 km sydost om huvudstaden Mexico City. Huautepec ligger 1 668 meter över havet och antalet invånare är 1 620.
Terrängen runt Huautepec är bergig söderut, men norrut är den kuperad. Runt Huautepec är det ganska glesbefolkat, med 36 invånare per kvadratkilometer. Närmaste större samhälle är Huautla de Jiménez, 5,7 km nordväst om Huautepec. I omgivningarna runt Huautepec växer i huvudsak städsegrön lövskog.